# Polylepion cruentum
Polylepion cruentum là một loài cá biển thuộc chi Polylepion trong họ Cá bàng chài. Loài cá này được mô tả lần đầu tiên vào năm 1977.

## Từ nguyên
Tính từ định danh của loài cá này, cruentum, trong tiếng Latinh có nghĩa là "đỏ thẫm như máu", hàm ý đề cập đến hai đốm màu đỏ như máu trên cuống đuôi và gốc vây ngực ở những cá thể trưởng thành.

## Phạm vi phân bố và môi trường sống
P. cruentum có phạm vi phân bố ở Đông Thái Bình Dương. Loài này được tìm thấy dọc theo bờ biển Trung Mỹ, từ Trung Mexico đến Nicaragua, bao gồm vùng biển xung quanh đảo Cocos ở xa bờ.
P. cruentum sống gần các rạn san hô trên nền đáy cát xen lẫn với sỏi và đá dăm ở độ sâu khá lớn, được ghi nhận trong khoảng từ 150 đến 200 m.

## Mô tả
Chiều dài cơ thể tối đa được ghi nhận ở P. cruentum là 24 cm. Cơ thể thuôn dài, đầu nhọn, mắt to, môi dưới dày. Trán và mõm nhìn xiên gần như thẳng (có bướu nhô lên giữa mắt ở cá con). Nửa đầu và thân trên có màu đỏ hồng; thân dưới màu vàng nhạt; vùng dưới đầu, ngực và bụng màu trắng. Thân trên của cá chưa trưởng thành có những dải sọc gợn sóng màu đỏ, xen kẽ là các sọc màu trắng hồng. Cá trưởng thành có thể xuất hiện một đường sọc mảnh màu vàng hoặc trắng ờ hai bên thân. Đầu có nhiều vệt đốm màu vàng nhưng có hai dải sọc nổi bật: sọc ngang mõm ngay giữa mắt, và một sọc khác cùng màu từ môi trên chạy dọc theo đường dưới mắt lên đến góc trên của nắp mang.
Vây lưng có vệt đen giữa 3 - 4 gai trước; hai sọc hồng ở phần vây mềm; viền vàng ở rìa. Vây hậu môn màu trắng; một dải viền vàng ở rìa. Vây bụng trắng muốt. Vây ngực trong suốt, có đốm màu đỏ tươi (như màu máu) ở gốc vây. Phần trên của gốc vây đuôi có đốm lớn màu đỏ (không thấy rõ ở những cá thể lớn, nhưng có màu đen ở cá con). Vây đuôi cụt, màu vàng, có viền hồng ở rìa trên và rìa dưới, có khi là viền đỏ hoàn toàn.
Số gai ở vây lưng: 11; Số tia vây ở vây lưng: 11; Số gai ở vây hậu môn: 3; Số tia vây ở vây hậu môn: 12; Số tia vây ở vây ngực: 17 - 19.